# ميل فيربر
ميل فيربر (بالإنجليزية: Mel Ferber)‏ هو مخرج أمريكي، ولد في 2 أكتوبر 1922 في نيويورك في الولايات المتحدة، وتوفي في 19 يونيو 2003 في لوس أنجلوس في الولايات المتحدة بسبب نوبة قلبية.

## وصلات خارجية
- ميل فيربر على موقع IMDb (الإنجليزية)
- ميل فيربر على موقع أول موفي (الإنجليزية)
- ميل فيربر على موقع قاعدة بيانات الفيلم (الإنجليزية)
- ميل فيربر على موقع كينوبويسك (الروسية)